# Roberto Pinto
Roberto Pinto (Stuttgart, Alemania, 22 de agosto de 1978) es un exfutbolista alemán. Jugaba de centrocampista.

## Clubes
| Club                    | País     | Año           |
| ----------------------- | -------- | ------------- |
| VfB Stuttgart           | Alemania | 1997-2001     |
| Hertha BSC Berlin       | Alemania | 2001-2004     |
| Arminia Bielefeld       | Alemania | 2005-2006     |
| Grasshopper-Club Zürich | Suiza    | 2006-2007     |
| SV Sandhausen           | Alemania | 2008-2012     |
| FC Astoria Walldorf     | Alemania | 2012-Presente |

- Datos: Q2159578